# Сухая Балка (рудник)

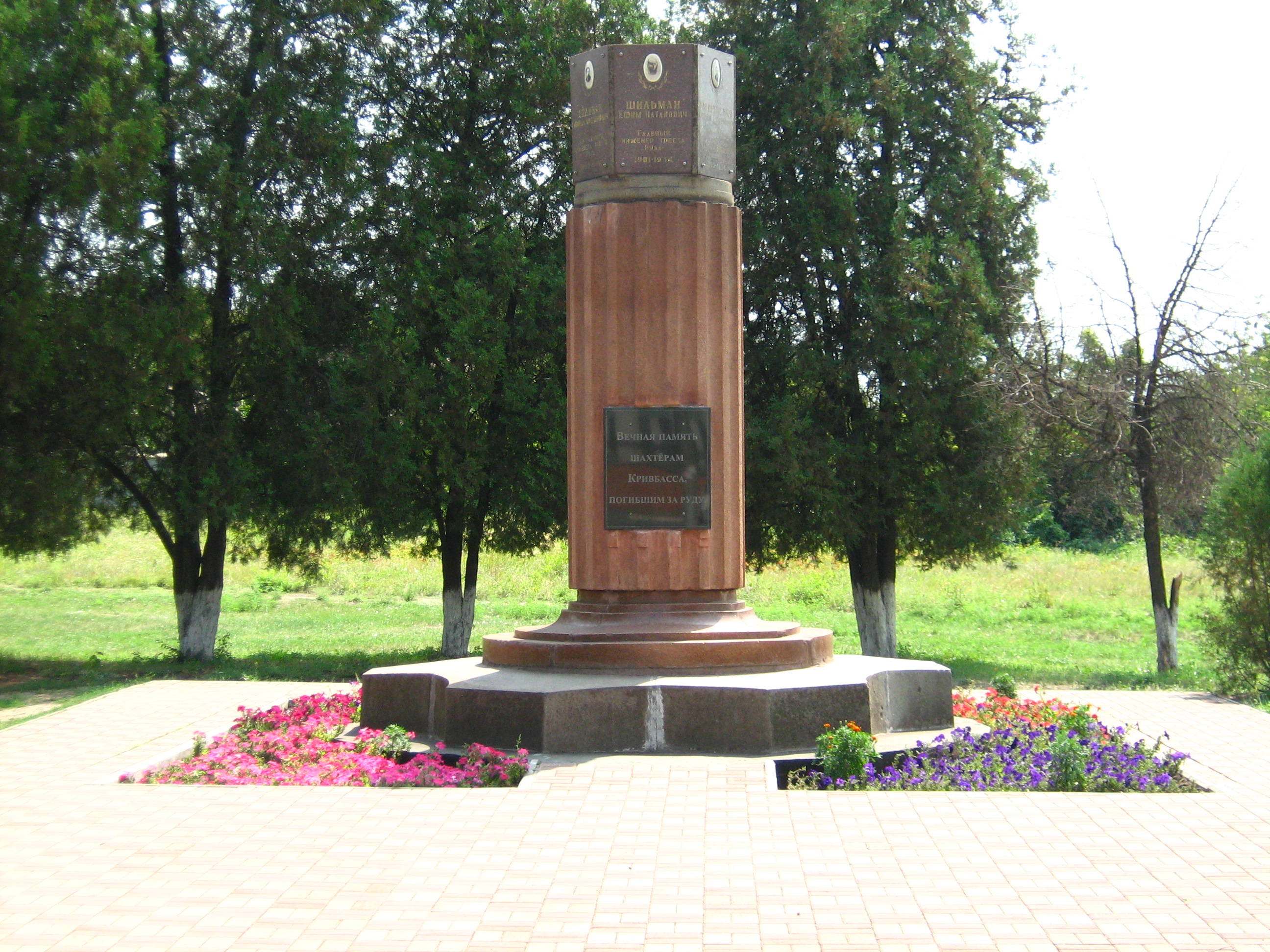
Памятник погибшим шахтёрам рудника

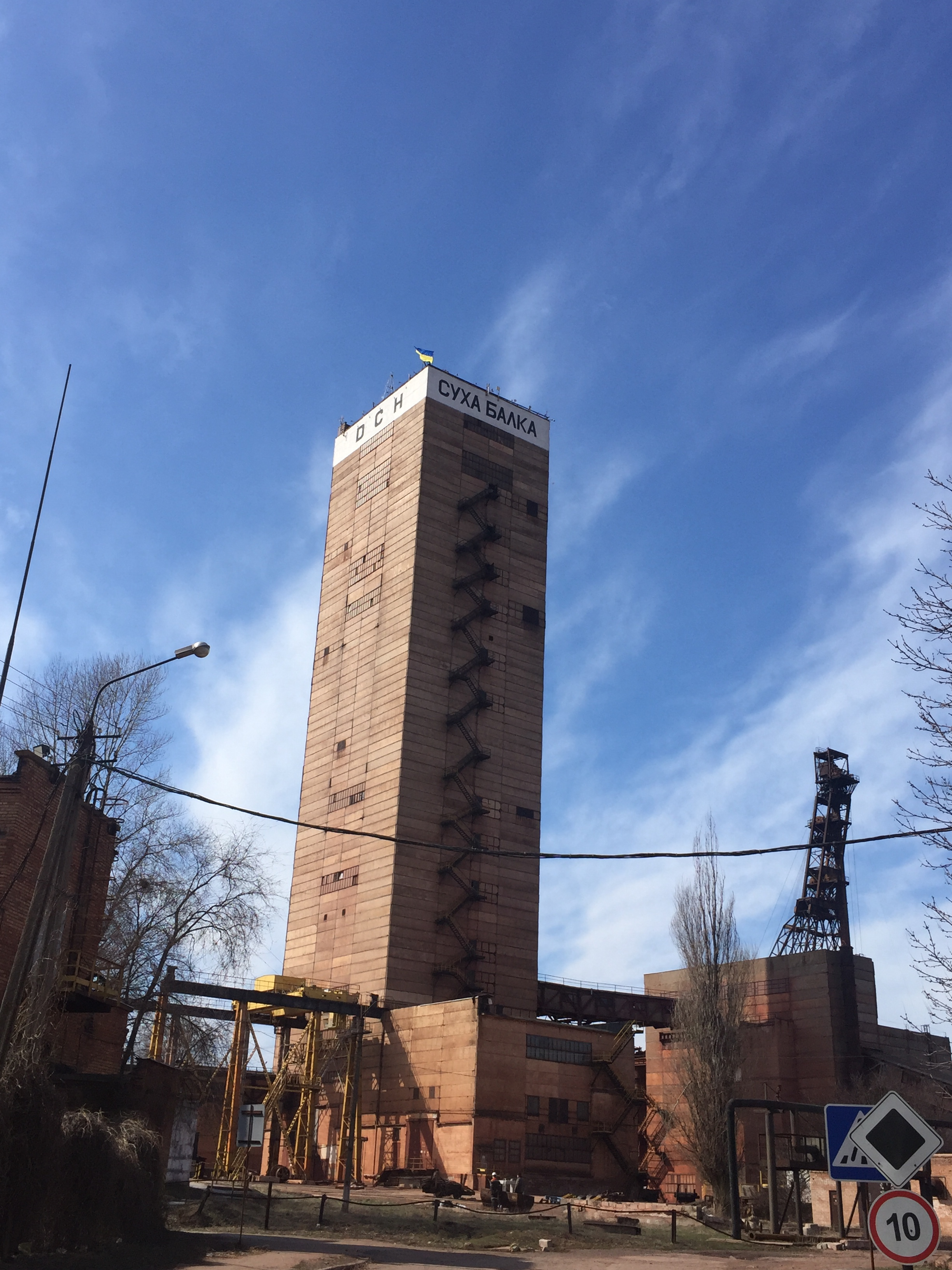
Шахта «Юбилейная»

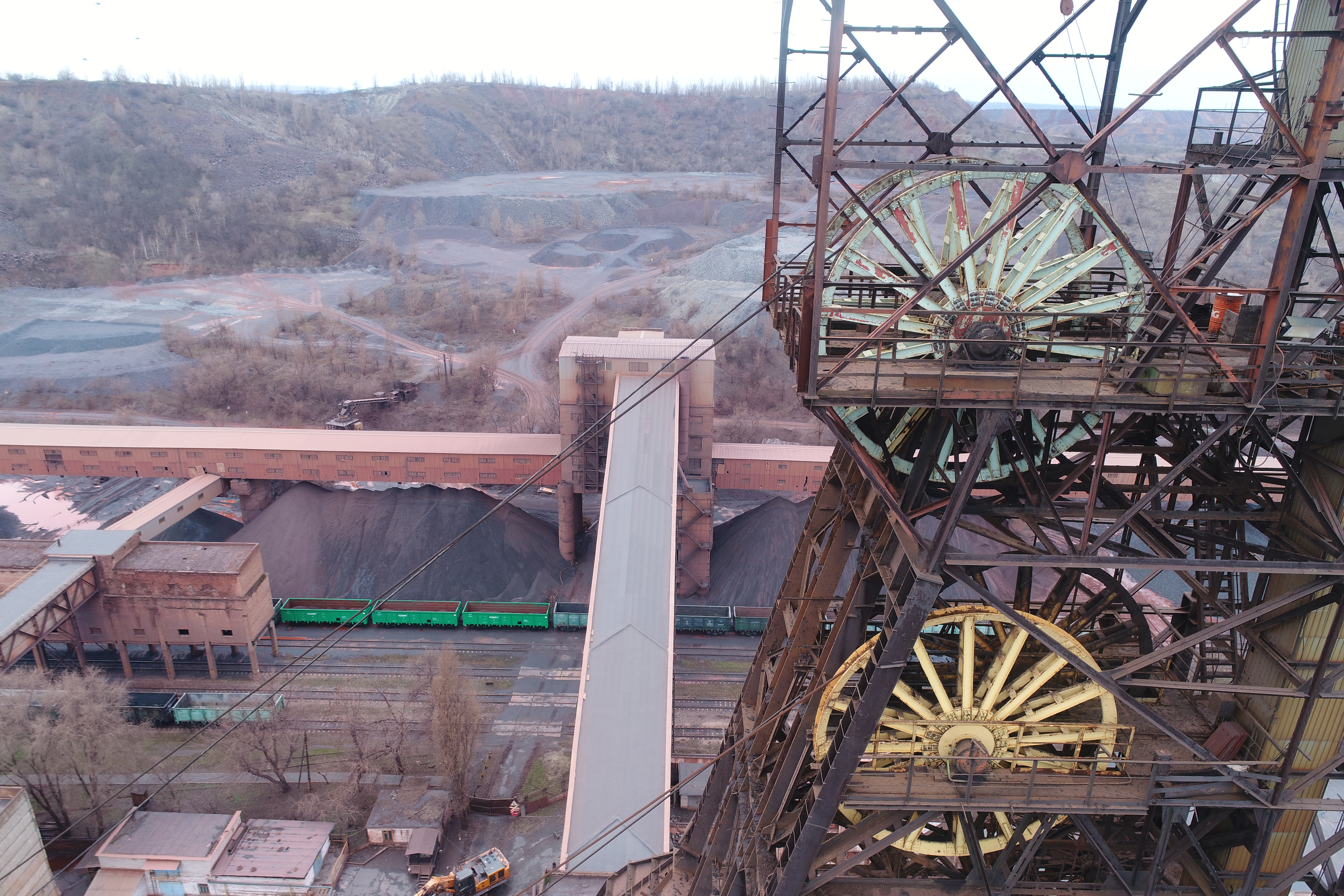
Шахта имени М. В. Фрунзе (Кривой Рог)

Частное акционерное общество «Сухая Балка» — горнодобывающее предприятие по добыче железной руды подземным способом в городе Кривой Рог Днепропетровской области, Украина.

## История
Рудник начал свою историю с 19 века. В 1885 году английский предприниматель К. Д. Пэрри, а в 1896 году и торговый дом «Эмерик и К°» начали разработку месторождений железных руд открытым способом на территории нынешнего предприятия.
В 1957 году рудоуправлению присвоено имя 20-го партсъезда.
В 1973 году вошло в состав промышленного объединения «Кривбассруда».
В конце 2007 года ЕВРАЗ приобрёл 99,25% акций ОАО «Сухая Балка». На 30 апреля 2011 года доля ЕВРАЗа составляла 99,42%.
В марте 2017 года рудник «Сухая Балка» приобрела компания BERKLEMOND INVESTMENTS LTD, входящая в группу DCH Александра Ярославского.
10 июня 2025 года группа акционеров горнодобывающей компании во главе с Александром Ярославским консолидировала свои акции в доминирующий контрольный пакет в размере 99,7%.

## Характеристика
На предприятии трудится около 3000 работников. 
Сырьевая база предприятия представлена залежами богатых железных руд в основном мартитового, реже — гематитового состава, запасы которых разведаны до глубины 2060 м. в поле шахты «Юбилейная» и до глубины 1500 м в поле шахты имени М. В. Фрунзе.
Запасы разведанных полезных ресурсов на двух шахтах, по оценочным данным, составляют 75 млн тонн и могут обеспечить работу комбината на ближайшие 25 лет. Содержание железа в товарной руде варьируется в пределах 58—62 %. В 2018 году на предприятии освоили выпуск новой продукции с содержанием железа до 64%. 
Кроме богатых железных руд, в полях шахт имеются значительные запасы магнетитовых кварцитов — более 580 млн тонн, обеспеченность которыми достигает нескольких сот лет.

### Структура
- шахта «Юбилейная» — производственная мощность 2250 тыс тонн аглоруды в год;
- шахта имени М. В. Фрунзе — производственная мощность 1050 тыс тонн аглоруды в год.

Обе шахты располагают подземными бункерно-дробильными комплексами и поверхностными дробильно-сортировочными фабриками.
Работу предприятия также обеспечивают шахтостроительное (горно-капитальные работы и строительство объектов на поверхности) и сервисное (потребности шахт в номенклатуре, необходимой при производстве, автомобильный и железнодорожный транспорт) управления.

### Продукция
Продукцией предприятия является богатая железная руда.
- 1986 год — добыто 3,4 млн тонн сырой руды с содержанием железа 52,9%[1];
- 2013 год — добыто свыше 3,4 млн тонн сырой руды, реализовано почти 3 млн тонн аглоруды;
- 2016 год — компанией было реализовано более 2,5 млн тонн аглоруды;
- 2018 год — отгружено потребителям около 3,2 млн тонн аглоруды с содержанием железа 58—62%;
- 2019 год — произведено 2727 тыс тонн аглоруды;
- 2020 год — произведено 2554 тыс тонн аглоруды[5].

### Потребители продукции
Основными потребителями продукции предприятия являются Южный ГОК, Днепровский металлургический комбинат, Мариупольский металлургический комбинат имени Ильича. Также продукцию приобретают «АрселорМиттал Кривой Рог», металлургические комбинаты Австрии, Сербии, Венгрии, Польши, Румынии, Словакии и Чехии.